# Charles Palmer (Sportschütze)
Charles Palmer (* 18. August 1869 in Old Warden; † 14. November 1947 in Colwyn Bay, Wales) war ein britischer Sportschütze.

## Erfolge
Charles Palmer nahm an den Olympischen Spielen 1908 in London, 1912 in Stockholm und 1920 in Antwerpen im Trap teil. Die Einzelkonkurrenz 1908 beendete Palmer mit 55 Punkten auf dem fünften Platz. Im Mannschaftswettbewerb belegte er mit der ersten britischen Mannschaft vor Kanada und der zweiten britischen Mannschaft den ersten Platz. Mit insgesamt 407 Punkten und damit zwei Punkten Vorsprung vor den Kanadiern hatten sich die Briten, deren Team neben Palmer noch aus James Pike, Alexander Maunder, John Postans, Frank Moore und Peter Easte bestand, die Goldmedaille gesichert. Palmer war mit 71 Punkten der drittbeste Schütze der Mannschaft. Vier Jahre darauf kam er im Einzel nicht über den 21. Platz hinaus, gewann mit der Mannschaft aber erneut eine Medaille. Mit 511 Punkten hielt man die deutsche Mannschaft um einen Punkt auf Abstand und sicherte sich hinter der US-amerikanischen Mannschaft (532 Punkte) die Silbermedaille. Palmer war dieses Mal mit 79 Punkten einer der beiden schwächsten Schützen der Mannschaft, zu der außerdem Harold Humby, William Grosvenor, George Whitaker, Alexander Maunder und John Butt gehörten. 1920 ging er lediglich im Mannschaftswettbewerb an den Start und verpasste mit dem Team als Viertplatzierter einen weiteren Medaillengewinn.